# Newburgh Hamilton
Pour les articles homonymes, voir Hamilton.
 (juillet 2022).
Si vous disposez d'ouvrages ou d'articles de référence ou si vous connaissez des sites web de qualité traitant du thème abordé ici, merci de compléter l'article en donnant les références utiles à sa vérifiabilité et en les liant à la section « Notes et références ».
Newburgh Hamilton (1691-1761) est un écrivain et librettiste britannique. 
Né en Irlande du Nord dans le comté de Tyrone, il entra pour étudier au Trinity College de Dublin en 1708 à l'âge de 16 ans mais quitta l'établissement avant d'en être diplômé. 
Sa comédie The Petticoat-Plotter fut présentée à Drury Lane le 5 juin 1712 et The Doating Lovers, or the Libertine le fut au théâtre de Lincoln's Inn Fields le 23 juin 1715.
Il est connu pour avoir été le librettiste de Haendel pour trois de ses oratorios : Alexander's Feast (1736), Samson (1743) et l'Occasional Oratorio (1746). Ces livrets sont des adaptations de poèmes d'écrivains anglais, et par exemple, celui de Samson s'inspire du Samson Agonistes (en) de John Milton plutôt que directement du récit biblique du Livre des Juges qui en est la source.